# Grado di libertà (statistica)
I gradi di libertà di una variabile aleatoria o di una statistica in genere esprimono il numero minimo di dati sufficienti a valutare la quantità d'informazione contenuta nella statistica. Infatti, quando un dato non è indipendente, l'informazione che esso fornisce è già contenuta implicitamente negli altri. È possibile quindi calcolare le statistiche utilizzando soltanto il numero di osservazioni indipendenti, consentendo in questo modo di ottenere una maggiore precisione nei risultati.
Il concetto di gradi libertà venne introdotto in statistica da Ronald Fisher negli anni '20.
Diverse variabili casuali (t di Student, F di Snedecor, Chi Quadrato e Chi Quadrato non centrale, v.c. di Wishart e altre) hanno parametri detti comunemente "gradi di libertà".